# Ляскі (Малопольське воєводство)
Ляскі (пол. Laski) — село в Польщі, у гміні Болеслав Олькуського повіту Малопольського воєводства.
Населення — 732 особи (2011).
У 1975-1998 роках село належало до Катовицького воєводства.

## Демографія
Демографічна структура станом на 31 березня 2011 року:
|          | Загалом | Допрацездатний вік | Працездатний вік | Постпрацездатний вік |
| -------- | ------- | ------------------ | ---------------- | -------------------- |
| Чоловіки | 356     | 63                 | 258              | 35                   |
| Жінки    | 376     | 73                 | 223              | 80                   |
| Разом    | 732     | 136                | 481              | 115                  |